# Marié Digby
Marié Christina Digby (Nova Iorque, 16 de abril de 1983) é uma cantora-compositora americana, guitarrista e pianista. Ela é mais conhecida pela sua versão acústica de "Umbrella", sucesso na voz da cantora barbadiana Rihanna, que atraiu atenção no YouTube, em 2007. A canção foi posteriormente reproduzida na estação de rádio STAR 98,7, foi destaque na abertura da terceira temporada do programa "The Hills" da MTV, ficou em#10 no Bubbling Under Hot 100 Singles chart. Digby performou a canção no talk show Last Call with Carson Daly em 2 de agosto de 2007.

## Biografia

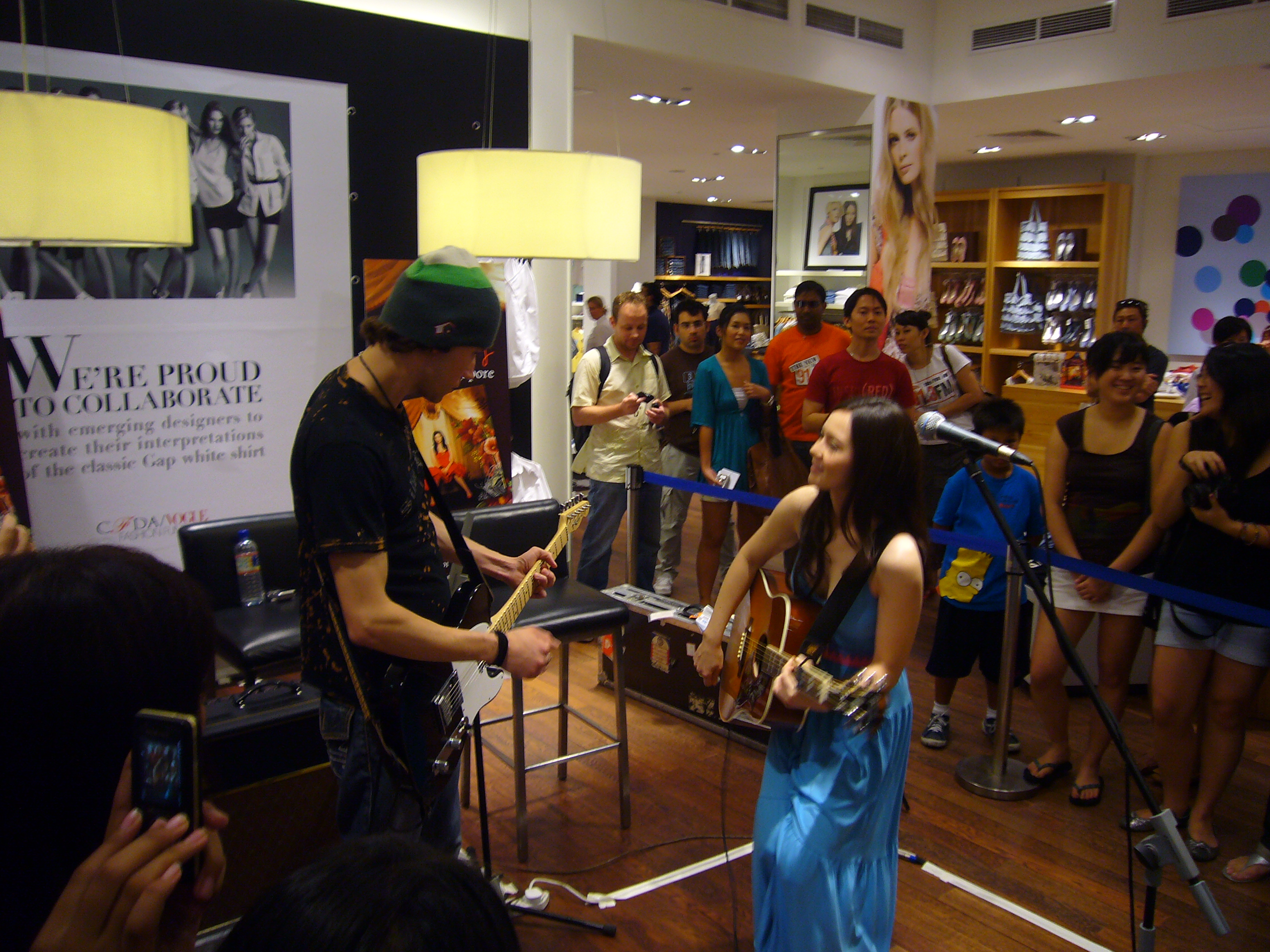
Marié Digby performando no GAP, Wisma Atria em Singapura.

Digby, cuja mãe é japonesa e o pai é irlandês americano, é a mais velha de três irmãs. Suas duas irmãs são Naomi (nascida em 12 de dezembro de 1985) e Erina (nascida em 8 de agosto de 1987). Ela começou a escrever canções durante o ensino médio em Los Angeles, Califórnia. Depois de completar seu segundo ano como uma major em filosofia na Universidade da Califórnia, Berkeley, ela saiu para a opinião pública quando ela ganhou o 2004 Pantene Pro-Voice com a sua canção "Miss Invisible". O grande prêmio pelo concerto incluiu trabalhar com um produtor profissional em um álbum, $ 5.000 e performar em palco com outros top performers.

## Carreira

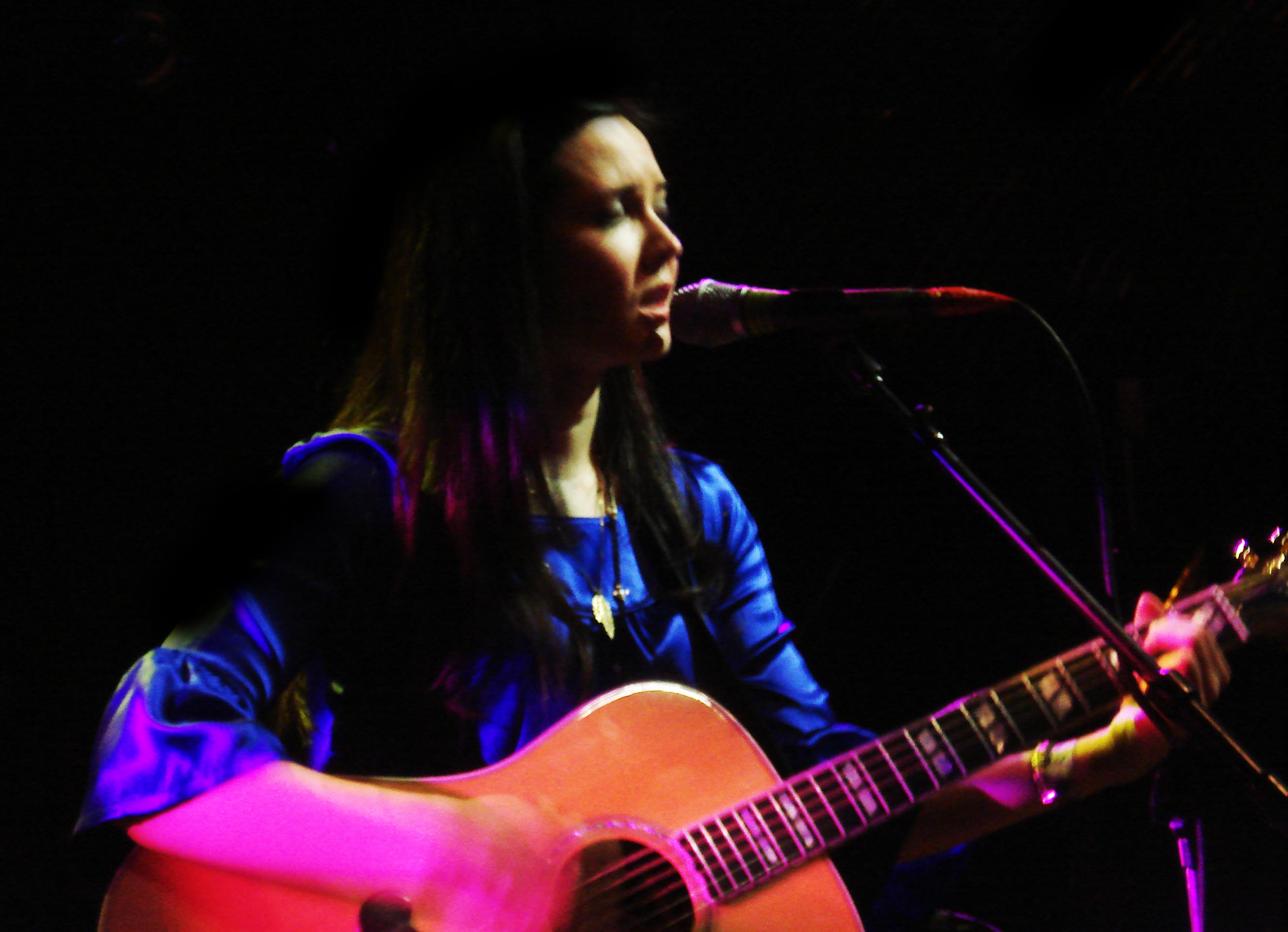
Marié Digby no The Troubadour boate em Los Angeles

Depois de performar em inúmeros clubes noturnos, Digby assinou um contrato com a Rondor Music, uma filial da Vivendi SA da Universal Music Group, no início de 2005. Até ao final de 2005, Digby tinha assinado com a Hollywood Records da Disney e seu primeiro álbum de canções originais foi concluído no final de 2006. Também em 2006, sua canção "Fool" foi incluída no álbum compilação da Disney Girl Next. No início de 2007, começou a postar vídeos simples de si mesma cantando canções de outros artistas no YouTube, a fim de obter visibilidade para si mesma. Hollywood Records, em seguida, lançou uma versão em alta qualidade de estúdio da re-edição dela de Umbrella para o iTunes e estações de rádio. Ela é muitas vezes vista performando usando um  violão Gibson Hummingbird.
O primeiro single oficial de Digby, "Say It Again", foi lançado para estações de rádio em 18 de janeiro de 2008. Seu debut álbum, Unfold, que foi concluído há mais de um ano, foi lançado em 8 de abril de 2008. Ela trabalhou com alguns dos melhores da Hollywood incluindo Tom ROTHROCK (Produtor), Charlie Paxson (bateria) e Matt Chait (guitarra). Muitas edições diferentes do álbum existem, incluindo uma edição japonesa com uma capa diferente e uma alternativa tracklist. O segundo single do álbum, "Stupid For You", foi lançado em setembro de 2008.
Digby lançou uma coleção de covers de músicas japonesas em 4 de março de 2009. O álbum, intitulado "Second Home", foi gravado totalmente em japonês e recebeu uma edição limitada apenas no Japão. Um crítico do Japão disse da voz de Marié, "oferece o vento da primavera."
O segundo CD em Inglês de Digby foi originalmente marcado para lançamento em maio de 2009, mas pediu para a gravadora para mudar o lançamento até ela encontrar um gerente da Hollywood Records. Segundo a Amazon.com, Breathing Underwater agora será lançado em 21 de julho de 2009.

## Vazamento do álbum na internet
Em 8 de abril de 2009, "Breathing Underwater" foi vazado para a internet, meses antes da nova data de lançamento em Junho.
Em 9 de abril de 2009, Digby respondeu em sua página do MySpace para aqueles preocupados com a fuga:[carece de fontes?]
"Ontem, o meu álbum adiantado foi enviado apenas para as pessoas na minha gravadora, DJ's de rádios e supervisores de músicas. É claro que é invevitável que algumas pessoas estão tentando e espalhando ou divulgando as músicas por pura satisfação pessoal. É triste, mas é só uma parte da vida. Mas a verdade é que, eu amo muito este álbum. Estou tão orgulhosa dele, e estou quase animada que agora as pessoas que realmente querem, podem ouvir todo o trabalho duro que eu tenho feito nos últimos meses. Se você sentir a necessidade de comprar o álbum fora do ebay ou para baixar o CD todo gratuitamente apenas lembre de uma coisa, por favor. Eu vivo e respiro a música. É tudo que eu faço na vida e é tudo o que eu quero fazer para o resto da minha vida. Por favor, saiba que a única maneira que você pode me ajudar a fazer é continuar apoiando o meu álbum. Se você não puder pagar 8 dólares para um álbum, então você pode sempre apoiar o seu  artista favorito até comprando apenas uma canção ou duas! Se eu gosto de algum artista e ele tivesse feito um novo álbum e ele estivesse na internet, eu provavelmente iria querer baixar também! Mas eu não deixaria de ir e comprar o álbum com orgulho na data de lançamento, bem .. mas isso é só comigo"

## Fama no Youtube
Digby é reconhecida no YouTube por seus simples covers de músicas populares, que incluem a Linkin Park, The Game, Rihanna, Maroon 5, Nelly Furtado e Britney Spears, assim como suas composições originais. Ela tem mais de 156.000 assinantes e seu canal tem sido visto mais de 4 milhões de vezes. Em Maio de 2009, ela foi o 11.ª músico mais subscrito no YouTube, à frente de nomes como Chris Brown, Taylor Swift e Tay Zonday.
Ela também realizou um concurso de uma Guitarra Giveaway autografada no Youtube. Os participantes foram convidados a criar um vídeo original, incluindo o seu hit single "Say it again" de qualquer forma. Ela, uma vez gravou um vídeo dela no banheiro, porque "o banheiro tem o melhor acústico da casa".

## Prêmios e nomeações
| Ano  | Status | Concorrência                  | Grande Prémio                                                       | Canção         |
| ---- | ------ | ----------------------------- | ------------------------------------------------------------------- | -------------- |
| 2004 | Ganhou | Pantene Pro-Voice competition | Trabalhar com um produtor profissional, $5,000 e performar em palco | Miss Invisible |

| Ano  | Status  | Prêmio                            | Categoria                         | Trabalho     |
| ---- | ------- | --------------------------------- | --------------------------------- | ------------ |
| 2009 | Ganhou  | Teen Music Internacional - Brasil | Best New Artist                   | Unfold       |
| 2009 | Nomeada | Teen Music Internacional - Brasil | Best Female Pop Vocal Performance | Say It Again |

## Discografia
- Start Here EP (2007)
- Unfold (2008)
- Second Home (Álbum Em Japonês) (2009)
- Breathing Underwater (2009)
- Your Love (2011)
- Winter Fields (2013)
- Chimera EP (2014)